# Luxmètre
Un luxmètre est un capteur permettant de mesurer l'éclairement dans le spectre visible. La mesure est absolue et non relative.

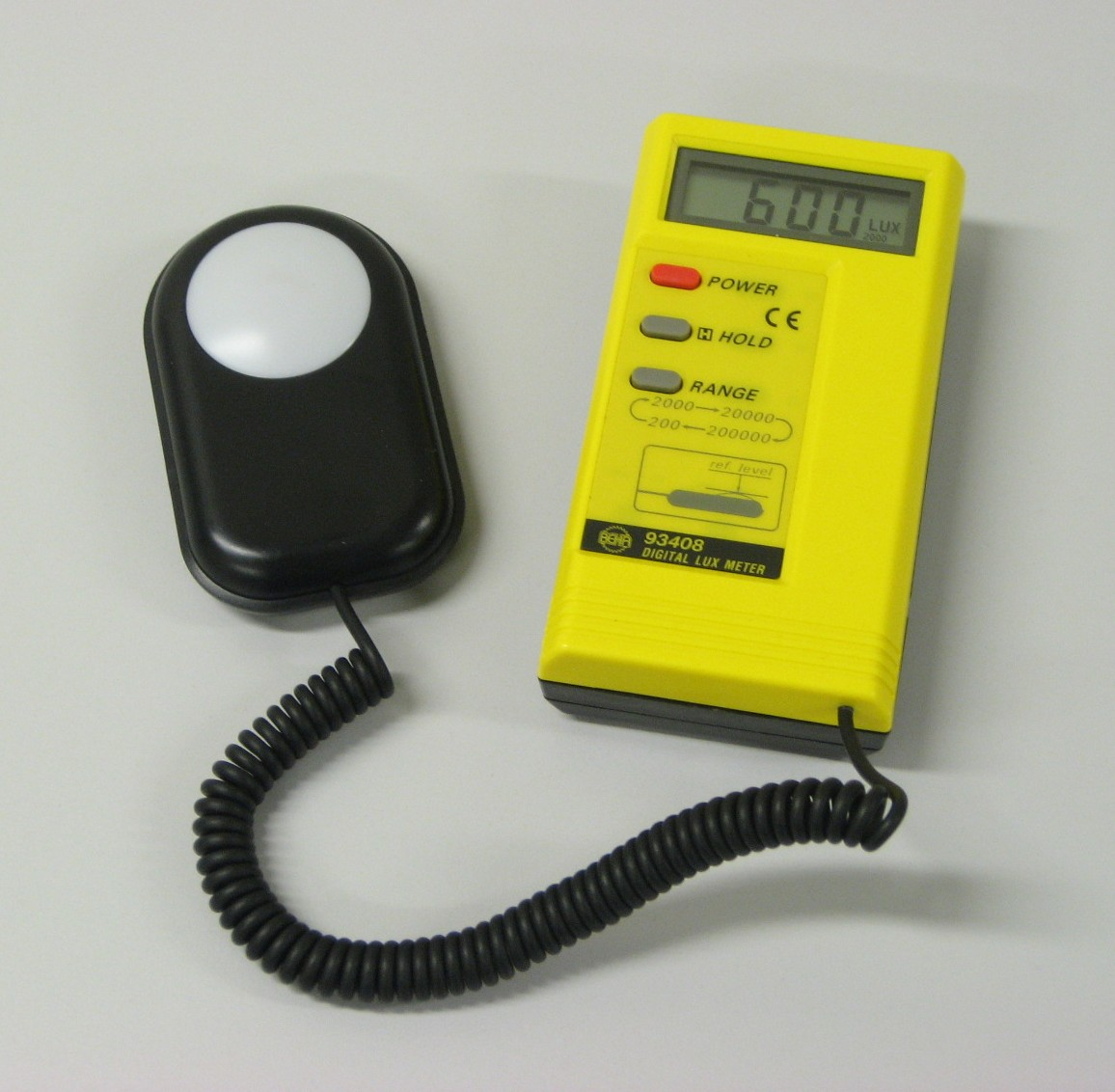
Le luxmètre permet une mesure de la lumière réellement reçue en un point donné

L'unité de mesure est le lux.

## Principe de fonctionnement
Les Luxmètres  modernes fonctionnent sur le principe d'une cellule C.C.D ou cellule photovoltaïque ; un circuit intégré reçoit une certaine quantité de lumière (les photons constituant le "signal" qui est l'énergie rayonnante) et la transforme en un signal électrique (signal analogique). Ce signal est visualisé par le mouvement d'une aiguille, l'allumage d'une diode, l'affichage d'un chiffre… Une photorésistance associée à un ohmmètre jouerait le même rôle. Un filtre de correction de spectre évite que les différences de spectre ne faussent la mesure (la lumière jaune est par exemple plus efficace que la bleue pour produire un électron à partir de l'énergie d'un paquet de photons),.
Les luxmètres peuvent avoir plusieurs échelles pour s'adapter aux faibles ou fortes luminosités (jusqu'à plusieurs dizaines de milliers de lux). L'unité traditionnelle de mesure est le lux, qui correspond à la lumière portée par une flamme de bougie à 1 mètre de distance de la lumière réellement reçue en un point donné (architecture d'intérieur, environnement nocturne).

## Photographies

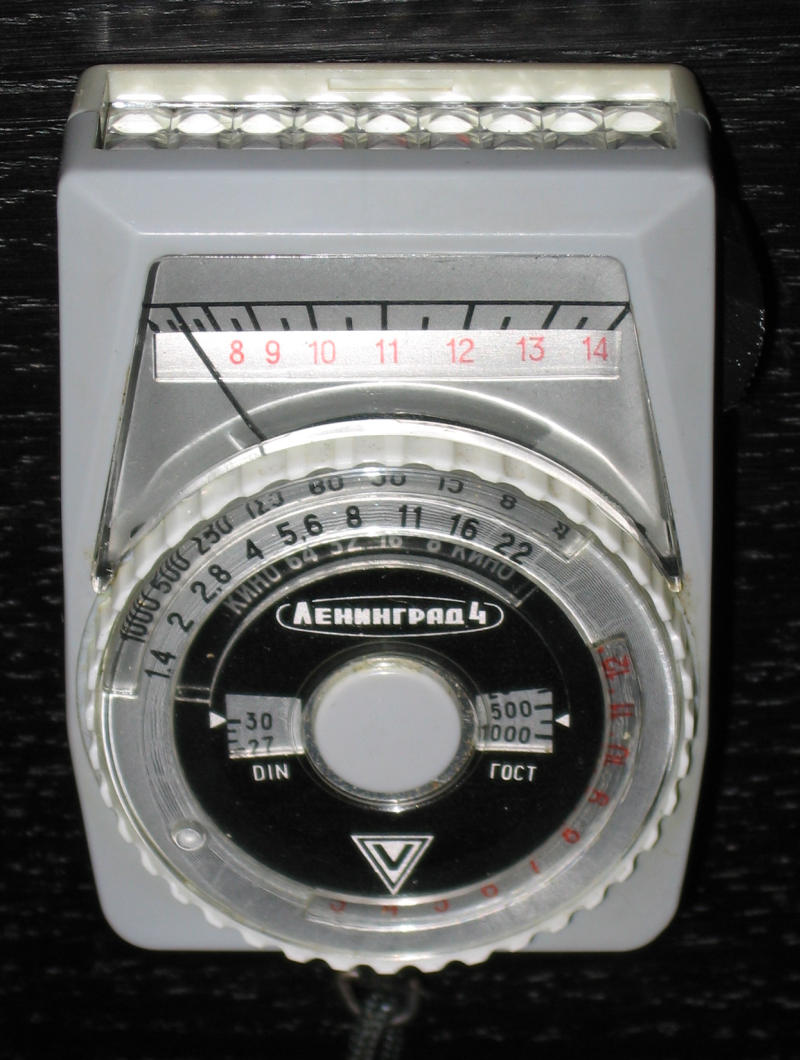
Modèle ancien, à aiguille, de 1968 (russe).
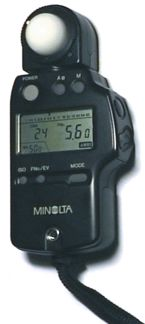
Luxmètre de photographe, avec mesure numérique.
- Animation du fonctionnement d'un luxmètre.

## Usages
Le luxmètre a d'abord été utilisé par les photographes ou cinéastes, par les éclairagistes.
Il est de plus en plus utilisé par les énergéticiens pour optimiser l'éclairage intérieur (20 à 60 % de l'électricité est consommée par l'éclairage) ou extérieur (qui gaspille souvent beaucoup d'énergie). On les utilise aussi plus rarement pour mesurer la luminosité du ciel en météorologie, pour mesurer la lumière reçue au sol en forêt ou dans une serre.
Depuis quelques années, il est utilisé par des écologues, astronomes ou architectes « HQE » (Haute qualité environnementale) pour établir des indices quantitatifs de pollution lumineuse ou de l'intrusion lumineuse afin de les réduire par des matériels et stratégies d'éclairage adaptées.
Cet appareil est utilisé aussi par les ingénieurs biomédicaux dans le domaine médical au niveau de bloc opératoire pour mesurer la puissance d'éclairage des scialytiques.
Il est aussi utilisé en industrie afin de déterminer si les travailleurs ont l'éclairage nécessaire pour effectuer leur travail.